# Choroba Canavan
Choroba Canavan (zwyrodnienie gąbczaste układu nerwowego, leukodystrofia gąbczasta, choroba Canavan-van Bogaerta-Bertranda) – uwarunkowana genetycznie, dziedziczona w sposób autosomalny recesywny, zwyrodnieniowa choroba układu nerwowego z początkiem w okresie prenatalnym. Istotą choroby jest zwyrodnienie istoty białej i szarej mózgu w następstwie niedoboru N-acetyloaspartazy, spowodowanego mutacją w kodującym ten enzym genie ASPA w locus 17pter-p13. Zwyrodnienie gąbczaste wyodrębniono jako osobną jednostkę chorobową w 1949 roku, a pierwszy opis choroby pozostawiła Myrtelle Canavan w 1931.

## Epidemiologia
Choroba występuje w różnych populacjach na świecie, częściej jednak u chłopców i z predylekcją do populacji Żydów aszkenazyjskich, mieszkających w USA i pochodzących z Litwy.

## Podłoże molekularne
- Gen dla N-acetyloaspartazy został zmapowany w 1993 na chromosomie 17pter-p13. Składa się on z 29 tysięcy par zasad, kodujących 6 eksonów przedzielonych 5 intronami. Samo białko enzymu składa się z 313 aminokwasów[2].
- Najczęstsza mutacją jest tranzycja A>C, skutkująca zamianą kwasu glutaminowego przez alaninę w pozycji 285 białka enzymu. Ponieważ zmiana dotyczy centrum aktywnego dochodzi do całkowitego zablokowania aktywności enzymu.
- W populacji europejskiej dominuje mutacja prowadząca do zamiany alaniny na glutaminę w pozycji 305 białka enzymu.
- Badanie nosicielstwa opiera się na analizie DNA, przy rozpoznawaniu choroby oznaczać można również stężenie NAA w płynie owodniowym.

## Objawy kliniczne
Wyróżnia się postacie: wrodzone, dziecięce, młodzieńcze i późne.
- postać wrodzona i dziecięca – wielkogłowie, zespół wiotkiego dziecka, opóźnienie rozwoju motorycznego i umysłowego, napady padaczkowe. W dalszym etapie dochodzi do niedowładu spastycznego i zespołu opuszkowego, co prowadzi do śmierci w ciągu kilku lat.
- postać młodzieńcza i dorosłych – otępienie, objawy móżdżkowe, zwyrodnienie barwnikowe siatkówki. Obraz choroby jest mniej charakterystyczny[3].

## Patomorfologia
- Makroskopowo: odpowiednio do klinicznie widocznego wielkogłowia mózg jest duży i ciężki (czasem nawet o 80% normy), jednak wraz z czasem trwania choroby ulega on zmniejszeniu.
  - Zatarcie granicy między istotą szarą i białą,
  - istota biała sprawia wrażenie gąbczastej, zapadającej się, o konsystencji galarety,
- Mikroskopowo:
  - zwyrodnienie wodniczkowe istoty szarej i białej z dużą ilością okrągłych lub owalnych jamek, a w istocie białej wodniczki ułożone są charakterystycznie wzdłuż długiej osi włókien,
  - pojedyncze wodniczki w wokół neuronów i komórek glejowych,
  - proces jest najwyraźniejszy na pograniczu korowo-podkorowym z rozprzestrzenianiem się do powierzchni kory i w głąb istoty białej,
  - stan gąbczasty w gałce bladej, wzgórzu i istocie czarnej
  - móżdżek – największe zmiany w komórkach Purkinjego i w jądrze zębatym,
  - demielinizacja w obrębie zmian gąbczastych i poza nimi, aksony zazwyczaj zachowane, brak produktów rozpadu mieliny,
  - w korze mózgu rozplem astrogleju